# Koffi Kouadio
Koffi Kouadio – iworyjski piłkarz grający na pozycji bramkarza. W swojej karierze grał w reprezentacji Wybrzeża Kości Słoniowej.

## Kariera klubowa
W swojej karierze piłkarskiej Kouadio grał w klubie ASEC Mimosas.

## Kariera reprezentacyjna
W 1980 roku Kouadio powołano do reprezentacji Wybrzeża Kości Słoniowej na Puchar Narodów Afryki 1980, jednak nie rozegrał w nim żadnego meczu. W 1984 roku został powołany do kadry na Puchar Narodów Afryki 1984. Na tym turnieju zagrał w trzech meczach grupowych: z Togo (3:0), z Egiptem (1:2) i z Kamerunem (0:2).